# Мирловићи
Мирловићи су насељено мјесто у општини Вишеград, Република Српска, БиХ. Према попису становништва из 1991. у насељу је живјело 25 становника.

## Становништво
Према попису становништва из 1991. године, мјесто је имало 25 становника.
| Демографија | Демографија | Демографија |
| Година      | Становника  | Становника  |
| ----------- | ----------- | ----------- |
| 1961.       | 102         |             |
| 1971.       | 61          |             |
| 1981.       | 52          |             |
| 1991.       | 25          |             |